# Polidipsia psicogena
In campo medico, con il termine polidipsia psicogena (o polidipsia primaria o potomania) si intende una forma anomala di polidipsia.

## Manifestazioni
Il disturbo mentale porta il soggetto a bere continuamente, si mostrano polidipsia  e poliuria.
Il potomane, ovvero la persona affetta da potomania, beve ogni liquido alla sua portata, anche e soprattutto acqua.
Non bisogna confondere il potomane con il dipsomane, anch'egli spinto da un fortissimo impulso volto al bere eccessivo: in questo caso si parla di liquidi tossici, generalmente alcool (il dipsomane è equiparato, sotto certi aspetti, all'alcolista).

## Eziologia
Esistono varie categorie di potomani: vale a dire che l'impulso irrefrenabile che li contraddistingue può essere legato a una causa d'origine organica come alcune patologie del rene, o il diabete insipido, o il cranifaringioma, un tumore dell'ipotalamo che coinvolge il centro della sete, oppure a cause di origine psichiatrica.
Fra le varie cause vi sono un difetto del metabolismo a carico dell'ipotalamo ed effetti collaterali di alcuni medicinali.

## Terapia
Attualmente non è stata ancora trovata una cura soddisfacente per tale patologia, in letteratura è discusso l'utilizzo del risperidone.
Il trattamento e la cura del potomane, quando la patologia non è legata a disturbi di carattere organico (disfunzioni del rene o diabete) assume contorni di carattere psicoterapeutico.